# Палецкое
Палецкое — село в Баганском районе Новосибирской области. Административный центр Палецкого сельсовета.

## География
Площадь села — 108 га.

## История
Основано в 1840 году. В 1928 году село состояло из 185 хозяйств, основное население — украинцы. В административном отношении являлось центром Палецкого сельсовета Черно-Курьинского района Славгородского округа Сибирского края.

## Население
| 1976 | 1995 | 2002 | 2007 | 2010 |
| ---- | ---- | ---- | ---- | ---- |
| 829  | ↗847 | ↗848 | ↘838 | ↘737 |

## Инфраструктура
В селе по данным на 2006 год функционируют 1 учреждение здравоохранения, 1 образовательное учреждение.